# ネイト・ルイス
- ネイト・ルイス
- ネイト・ルース[1][2]

ナサニエル・ジョセフ・ルイス（Nathaniel Joseph Ruess、発音: [ruːs] ROOSS、1982年2月26日 - ）は、アメリカ合衆国のシンガーソングライター。2008年にジャック・アントノフやアンドリュー・ドストとインディー・ポップ・バンドであるFUN.を結成し、リード・シンガーを務める。2002年に結成されたフォーマットのメンバーでもある。
ソロのアーティストとして作品を発表しているほか、他のアーティストの楽曲に多数参加している。2015年にはソングライターの殿堂にてハル・デヴィッド・スターライト賞を受賞した。

## 経歴

### 生い立ち
アイオワ州アイオワシティで生まれる。叔父のジョン・ルイスはブロードウェイのシンガーであり、ルイスに音楽面での影響を与えた。
幼少期は肺炎を繰り返し起こし、両親はルイスの健康状態を考慮してアリゾナ州グレンデールへの引っ越しを決める。アリゾナにいた頃はパンク・バンドに在籍していたが、2日間の公演の最中に複数の人物から「お前には歌えない」と言われていたほか、ボーカルのレッスンをすすめられていた。高校卒業後は法律事務所に書類係として勤めた。

### 2002年 - 2008年: フォーマット
2002年2月、友人であるサム・ミーンズとともにフォーマットを結成。2人はボブ・ホーグをプロデューサーに迎えて録音作業を行い、8月9日に5曲入りのEP『EP』を発売。同年にエレクトラ・レコードと契約。
2003年10月21日、デビュー・スタジオ・アルバムとなる『Interventions + Lullabies』を発売。アルバムは2004年初頭の時点で4万枚を売上を記録。2005年4月8日に5曲入りのEP『Snails』、2006年7月11日に2作目のスタジオ・アルバム『Dog Problems』が発売される。
2008年2月4日、公式サイト上でフォーマットの解散を発表。

### 2008年 - 2015年: FUN.

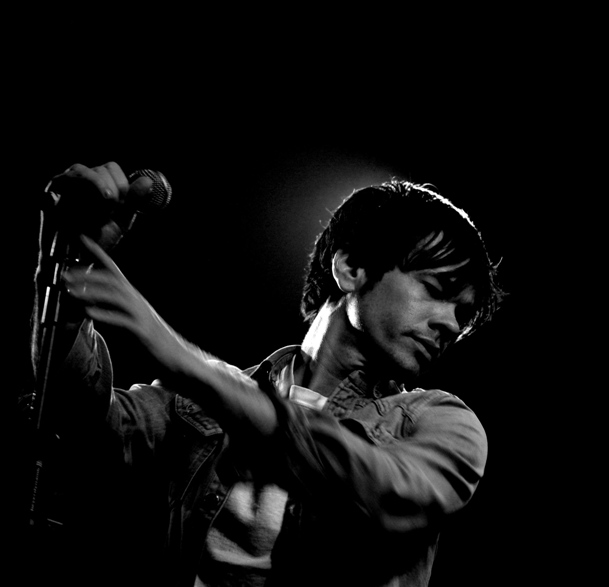
2010年3月の公演でのルイス

フォーマットの解散からほどなくして、ルイスはスティール・トレインのジャック・アントノフとアナサロのアンドリュー・ドストに電話をかけ、ニューヨーク行きの片道切符を買いアントノフとドストに会いに向かった。その週の終わりにFUN.を結成。2008年8月20日、FUN.にとって初となるデモ曲「ベンソン・ヘッジス」が公開される。
2009年4月20日、メーリングリスト登録者を対象に「アット・リースト・アイム・ノット・アズ・サッド（アズ・アイ・ユースト・トゥー・ビー）」の無料ダウンロードを提供。同年8月25日にNettwerk Recordsからデビュー・スタジオ・アルバム『エイム・アンド・イグナイト』を発売。同作はBillboard 200で最高位71位を記録した。

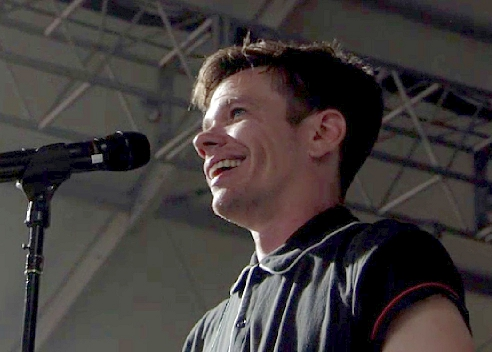
『ボナルー・フェスティバル』でのルイス（2012年6月10日）

2010年8月4日、公式サイト上でフュエルド・バイ・ラーメンと契約したことを発表。2012年2月21日に同レーベルから2作目のスタジオ・アルバム『サム・ナイツ 〜蒼い夜〜』を発売。アルバムはBillboard 200で初登場3位を記録し、2022年2月までにアメリカ国内で300万枚を売り上げた。アルバムからの先行シングルとして2011年9月20日に発売された「伝説のヤングマン〜ウィー・アー・ヤング〜（feat. ジャネール・モネイ）」は6週連続で第1位を獲得し、2012年11月8日までにアメリカ国内の600万ダウンロードを記録した。
FUN.としての活動と並行し、2012年にはアンソニー・グリーンの「Only Love」、2013年にはP!NKの「ジャスト・ギヴ・ミー・ア・リーズン」に客演するなど、多数のアーティストと共演した。
2015年2月5日、公式サイト上でFUN.の活動休止と各メンバーがソロ活動に専念することを発表。

### 2015年 -: ソロ・アーティストとしての活動
2015年2月23日、ソロとして初となるシングル『ナッシング・ウィズアウト・ラヴ』を発売。3月23日、NBCのオーディション番組『ザ・ヴォイス』にゲストアドバイザーとして出演。6月16日にソロ・デビュー・アルバム『グランド・ロマンティック』が発売され、Billboard 200で初登場7位を記録した。アルバムの発売と前後し、5月31日から北アメリカとヨーロッパを巡るツアーを開催し、8月にはサンフランシスコで開催された音楽フェスティバル『アウトサイド・ランズ』に出演した。
2016年1月1日、ジレット・スタジアムで開催された『NHLウィンター・クラシック』で歌唱。同月12日には俳優のパトリック・フィッシュラーを主演に迎えた「テイク・イット・バック」のミュージック・ビデオが公開された。
2018年4月27日に発売されたキース・アーバンのアルバム『Graffiti U』にソングライターの1人として携わり、収録曲「Way Too Long」の作詞作曲をオスカー・ホルターやジュリア・マイケルズとともに手がけた。2019年にはP!NKのシングル曲「ウォーク・ミー・ホーム」、2020年にはホールジーのアルバム『マニック』やケシャのアルバム『ハイ・ロード』にソングライターの1人として携わった。
2021年11月、NBCのバラエティ番組『サタデー・ナイト・ライブ』に音楽ゲストとして出演したヤング・サグのサポートメンバーの1人として参加。

## 私生活
2009年から2013年にかけてFUN.のギタリストであるジャック・アントノフの姉でファッションデザイナーであるレイチェル・アントノフと交際していた。ジャックが在籍していたバンドであるスティール・トレインが2007年に発売したアルバム『Trampoline』に収録の「Dakota」では、ルイスとレイチェルの2人がバッキング・ボーカルを担当している。2011年にレイチェルはFUN.の楽曲「伝説のヤングマン〜ウィー・アー・ヤング〜」のミュージック・ビデオに出演している。
2014年3月にはイギリス出身のファッションデザイナーであるシャーロット・ロンソンと交際を開始。2017年初頭に第1子となる男児、2019年3月に第2子となる女児が誕生した。2023年7月には女児を養子に迎えた。
Podcast番組『ClayneCast』でルイスとともにホストを務めるドリューとトムを親友として挙げている。

## 作品

### スタジオ・アルバム
| タイトル                 | 詳細 | 最高位 | 最高位  | 最高位 | 最高位 |
| タイトル                 | 詳細 | US     | US Rock | CAN    | AUS    |
| ------------------------ | --- | ------ | ------- | ------ | ------ |
| グランド・ロマンティック | - 原題: Grand Romantic - 発売日: 2015年6月16日 - レーベル: フュエルド・バイ・ラーメン - 規格: CD、カセット、デジタル・ダウンロード、LP | 7      | 1       | 16     | 61     |

### シングル

#### ソロ
| タイトル                                                          | 年   | 最高位 | 最高位       | 最高位 | 最高位  | 最高位 | 初収録アルバム           |
| タイトル                                                          | 年   | US     | US Adult Pop | US Alt | US Rock | CAN    | 初収録アルバム           |
| ----------------------------------------------------------------- | ---- | ------ | ------------ | ------ | ------- | ------ | ------------------------ |
| ナッシング・ウィズアウト・ラヴ                                    | 2015 | 77     | 14           | 24     | 6       | 90     | グランド・ロマンティック |
| アーハー                                                          | 2015 | —      | —            | —      | —       | —      | グランド・ロマンティック |
| グレイト・ビッグ・ストーム                                        | 2015 | —      | 30           | —      | —       | —      | グランド・ロマンティック |
| ホワット・ディス・ワールド・イズ・カミング・トゥ （feat. ベック） | 2015 | —      | —            | —      | —       | —      | グランド・ロマンティック |
| 「—」はチャート圏外もしくはその地域で未発売であることを示す。     |      |        |              |        |         |        |                          |

#### フィーチャリング
| タイトル                                                                 | 年   | 認定 | 初収録アルバム                |
| ------------------------------------------------------------------------ | ---- | --- | ----------------------------- |
| イッツ・フォー・ザ・ベスト （ストレイライト・ラン feat. ネイト・ルイス） | 2004 | | ストレイライト・ラン          |
| Kill Monsters in the Rain （スティール・トレイン feat. ネイト・ルイス）  | 2007 | | Trampoline                    |
| Only Love （アンソニー・グリーン feat. ネイト・ルイス）                  | 2012 | | Beautiful Things              |
| ジャスト・ギヴ・ミー・ア・リーズン （P!NK feat. ネイト・ルイス）         | 2013 | - RIAA: 2× Platinum - ARIA: 12× Platinum - BPI: 12× Platinum - BVMI: 3× Gold - FIMI: 3× Platinum - GLF: 3× Platinum - IFPI AUT: Platinum - IFPI SWI: 2× Platinum - MC: Diamond - RMNZ: 3× Platinum | トゥルース・アバウト・ラヴ    |
| ヘッドライツ （エミネム feat. ネイト・ルイス）                           | 2013 | - RIAA: Platinum - ARIA: 2× Platinum - BPI: Silver | ザ・マーシャル・マザーズ・LP2 |
| Fool Me Too （エミール・ヘイニー feat. ネイト・ルイス）                  | 2015 | | We Fall                       |
| サタデー・ナイト （ブライアン・ウィルソン feat. ネイト・ルイス）         | 2015 | | ノー・ピア・プレッシャー      |
| Hands （Various Artists）                                                | 2016 | | アルバム未収録                |
| アイ・ウォナ・ノウ （フォリナー feat. ネイト・ルイス）                   | 2016 | | アルバム未収録                |
| My Sacrifice （ザ・ホット・ガイ・バンド feat. ネイト・ルイス）           | 2017 | | Let's Do Coke in the Bathroom |